# Нумбат
Нумбатът, наричан още торбест мравояд (Myrmecobius fasciatus), е вид торбест бозайник, единствен съвременен представител на семейство Нумбатови (Myrmecobiidae). 
Нумбатът е емблема на Западна Австралия (щат в състава на Австралийския съюз), където са повечето от местообитанията му. Защитен вид е и е включен в консервационните програми на щата.

## Изучаване
За пръв път нумбатът е описан от европейските заселници през 1831 г. Той е открит от Робърт Дейл в района на долината Ейвън - впоследствие в урбанизирания район на град Пърт.
За първи път видът е класифициран през 1836 г. от Джордж Уотърхаус.
Голяма част от биологичните особености на нумбата са открити и описани в средата на 1950-те от зоолога Джон Калаби.

## Морфологични особености
Нумбатът е дребно животно с дължина на тялото 17 — 27 cm, на опашката 13 — 17 cm и тегло от 275 до 450 грама.
Главата е удължена с тясна заострена муцунка, тясна устна цепка и дълъг език, който може да излезе напред от устата с около 10 cm. Черепът на нумбата е нисък и плътен, а пространството между очите е широко. Костното небце продължава назад, значително по-назад от останалите видове бозайници. Зъбите са малки и силно изменчиви по височина.
Нумбатът е един от малкото видове животни с голям брой зъби в устата си. Наброяват около 50, малки и еднакви по размери и служат основно за сдъвкване на по-твърдата хитинова обвивка на насекомите. Очите са големи, а ушите са със средни размери и заострени. Дългата опашка на торбестия мравояд е покрита с гъста козина и не може да изпълнява хватателна функция. Крайниците са къси. Предните са с пет пръста, а задните с четири, снабдени с остри нокти.
Космената покривка е сравнително дълга и гъста. На цвят тя е сиво-кафява до червеникава с 6 до 12 броя напречни бели ивици, които се открояват отстрани на тялото и гърба. Коремът и крайниците са жълто-бели.
На гърдите си има специфична кожна жлеза, съдържаща мастни и потни жлези. Самките притежават 4 сукални зърна. Липсва кожна торба.

## Местообитание и разпространение
Нумбатът обитава евкалиптови и акациеви гори, равнини, но винаги в близост до воден източник. В миналото нумбатът той се е срещал в южните части на Австралия и в Северната територия на страната. Видът е бил широко разпространен, но усвояването на земите за животновъдство погубва местообитанията му. Интродуцираните домашни кучета, котки и особено лисицата допълнително спомагат за рязкото съкращение и сериозното намаляване на популацията. Така през 1970-те числеността им спада до едва около 1000 индивида. Впоследствие колониите му се срещат основно в изолирани райони южно от Пърт, Западна Австралия. Ареалът му е много ограничен и видът попада сред застрашените.
Видът е разпространен в южната част на Западна Австралия с 2 естествени местообитания – националния парк Дриандра и гората Перъп. 
Западна Австралия провежда програми за реинтродукция на вида на нови места, където в миналото малкото торбесто е бил естествен обитател. Реинтродуциран е в няколко резервата на щата – Каракамия, Боягин, Карун хил, Тутанинг, Баталин, Драгън рокс и Стърлинс рейнджис. Представители на вида са реинтродуцирани и в резерватите Скотия в Нов Южен Уелс и Йокамура в Южна Австралия.

## Начин на живот
Нумбатът е предимно горско животно, което води наземен начин на живот и за разлика от повечето торбести е активен през деня. За разлика от останалите торбести той е основно дневно животно. През нощта се крие в дупки под земята или други подходящи укрития, където е постлал дъното със сухи треви и листа. Нумбатите са изключително активни животни, които прекарват голяма част от деня си в търсене на храна. С изключение на размножителния период представителите на вида живеят поединично. В студените месеци на годината може да се наблюдава как животното събира топлина от слънчевите лъчи.

## Хранене
Храни се предимно с термити и в по-малка степен мравки и други безгръбначни, които случайно попадат в менюто му. Дневно животинчето трябва да изяде 10 – 20 хиляди термита. Острите и силни нокти служат за разравяне на почвата и отделяне на кората на дървесината. С помощта на дългия подвижен език, който се провира надълбоко, нумбата успява да измъкне термитите от разрушените им убежища. Крайниците на нумбата са значително по-слаби от конвергентни видове като ехидната, мравоядите и тръбозъбите (Orycteropus afer). Ето защо той е активен денем, когато са активни и термитите и не се налага извършване на усилена дейност за достигане до плячката.

## Размножаване
Периодът на чифтосването продължава от средата на лятото до ранна есен (декември – април). Малките се раждат през лятото, есента или ранна зима, две седмици след чифтосването. Обикновено са 2 – 4. След раждането си малките се прикрепват за сукалните зърна, покрити единствено от гъстата козина на майката. Сучат прикрепени за нея около 2 месеца. Вече отраснали остават в недълбоките дупки, където завършват и своето развитие. Половата зрялост настъпва на около едногодишна възраст. Продължителността на живота в неволя е около 6 години.